# Johan Djourou
Johan Danon Djourou-Gbadjere, ou simplesmente Johan Djourou (Abidjan, 18 de janeiro de 1987) é um futebolista marfinense naturalizado suíço que atua como zagueiro. Atualmente, está sem clube.

## Carreira
Djourou começou a carreira no Arsenal.